# T'filah
Prière
T'filah, en français Prière, est une œuvre de musique de chambre pour violon seul de la compositrice Lera Auerbach, écrite en 1996.

## Contexte et création
Lera Auerbach a composé un important corpus d'œuvres pour violon seul, dont la plupart ont été écrites pour le violoniste Vadim Gluzman. Elle atteint, dans cette pièce, un rare niveau d'intensité et d'intimité. Cette réflexion brève mais intense, achevée en 1996, est sa réaction à l'Holocauste, choisissant le son « vulnérable mais écrasant » du violon solitaire pour communiquer l'impact personnel de cet événement innommable.

## Analyse
La contemplation s'étend progressivement à partir d'une note polaire de mi, les mouvements de prière devenant de plus en plus fébriles.